# Emanuelle - Perché violenza alle donne?
Emanuelle - Perché violenza alle donne? è un film del 1977 diretto da Joe D'Amato.
Quarto film della serie Emanuelle nera, anche questo (come Emanuelle in America) fu girato sia in versione soft che in versione hard, con scene girate da Marina Frajese e Rick Martino.
Il film ebbe molti problemi con la censura, tanto da essere sequestrato tre volte in cinque mesi.

## Trama

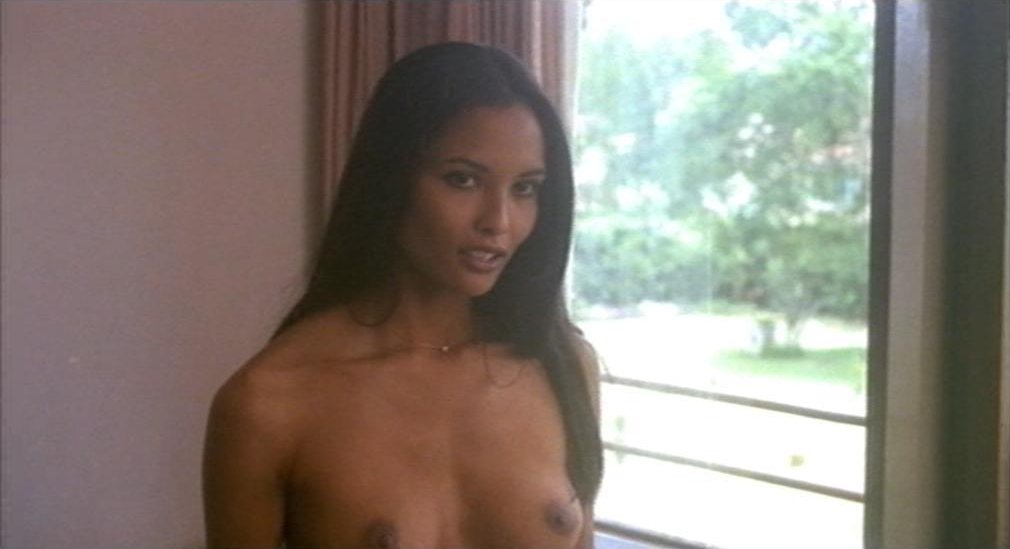
Emanuelle (Laura Gemser)

La nota fotoreporter Emanuelle, sempre in cerca di nuovi scoop per la sua rivista, incontra in un hotel Cora, una sua collega che sta realizzando un servizio sulle violenze contro le donne.
Nell'hotel, Emanuelle è vittima di un tentativo di stupro ma viene salvata da Malcolm Robertson, presidente di un comitato di aiuti per il Terzo Mondo. I due fanno amicizia e Robertson vorrebbe passare un po' di tempo insieme a Emanuelle, ma i rispettivi impegni di lavoro non lo consentono.
Intanto Emanuelle viene mandata dal suo direttore in India, per incontrare un guru che sostiene di aver scoperto il segreto del coito infinito. Dopo un rapporto sessuale, Emanuelle si rende conto di persona delle menzogne del guru e lo abbandona ridicolizzandolo. Sempre in India, Emanuelle conosce Mary. Dopo aver avuto un rapporto lesbico, la ragazza le racconta una terribile storia di violenze sulle donne.
D'accordo con Cora, Emanuelle decide di recarsi a Roma dove opera una banda che violenta e rapisce donne straniere per venderle in Medio Oriente. Emanuelle si finge una turista e insieme a due amiche di Mary viene attirata in una trappola e rapita dall'organizzazione. Le donne vengono salvate da un amico di Emanuelle, che fa arrestare l'intera organizzazione.
Intanto Cora viene prima minacciata, quindi picchiata selvaggiamente e stuprata da alcuni uomini che le consigliano di lasciar perdere la sua inchiesta. Emanuelle, che tra un viaggio e l'altro incontra per brevi momenti Robertson, si reca ad Hong Kong insieme a Cora per cercare Ilse Braun, uno dei capi dell'organizzazione. Dopo varie disavventure, Emanuelle e Cora scoprono il giro di donne rapite e, con l'aiuto di un giovane emiro, causano l'arresto del primo ministro, principale responsabile dell'organizzazione.
Tornata a New York, Emanuelle scopre che anche lì esiste una tratta delle bianche che vede implicati grossi nomi della politica. Con la sua astuzia, Emanuelle provoca l'arresto dei capi, quindi si allontana su un peschereccio finalmente insieme a Robertson.

## Produzione

### Riprese
Emanuelle - perché violenza alle donne? è il film più ricco di location della serie: infatti fu girato a Roma, Hong Kong, Macao, New York, San Francisco, Teheran e in India. L'interno del tempio indiano che compare nel film è in realtà il castello di Sammezzano a Leccio (Firenze).

## Distribuzione
Il film uscì in Francia come Black Emanuelle autorur du monde, nel Regno Unito come Confessions of Emanuelle, in Germania come Emanuelle - Alle Lüste dieser Welt e negli Stati Uniti come The Degradation of Emanuelle, è noto anche come Emanuelle Around the World e Confessions of Emanuelle.
Il titolo alternativo italiano è Emanuelle Reportage 77.

## Accoglienza

### Critica
Per Gordiano Lupi il film è «piuttosto trucido ma femminista. La trama è confusa, ma il discorso che si vuol fare è preciso: la donna non è un oggetto ed è lei che decide cosa fare della sua vita», mentre per Marco Giusti «non è proprio un film femminista, anche se il titolo ci invita a pensarlo».
La rivista Delirium lo considera uno dei film migliori della serie.